# Alluitsoq
Alluitsoq [ˈaɬːuˌit͡sɔq] (nach alter Rechtschreibung Agdluitsoĸ; deutsch Lichtenau) ist eine wüst gefallene grönländische Siedlung im Distrikt Nanortalik in der Kommune Kujalleq.

## Lage
Alluitsoq liegt am Westufer des Alluitsup Kangerlua im Süden der Halbinsel mit dem Seengebiet Tasikuluulik (Vatnahverfi). Fünf Kilometer südlich liegt Alluitsup Paa. Bis nach Ammassivik auf der anderen Fjordseite sind es 13 km nach Nordosten.

## Geschichte
1774 errichtete die Herrnhuter Brüdergemeine, genauer die Missionare Jens Sørensen und Gottfried Grillich, in Alluitsoq die Missionsstation Lichtenau. Noch im selben Jahr siedelten sich 90 Grönländer an. Ein Jahr später hatte die Station schon 200 Einwohner. Das Wohnhaus war ein großes Steingebäude, aber es hatte kein Dach. 1802 gab es schon 405 Getaufte, die der Missionsstation zugerechnet wurden. 1828 wurde der letzte Heide getauft. 1834 gab es schon 674 Grönländer unter Lichtenau. Der Wohnplatz galt wegen seiner Gärten als einer der schönsten Orte Grönlands. 1900 wurde Alluitsoq von den Herrnhutern verlassen, aber in der Folge blieb der Wohnplatz eine eigene, jetzt dänische Kirchengemeinde. Ab 1911 war Alluitsoq ein Teil der Gemeinde Sydprøven.
1919 lebten 126 Menschen in Alluitsoq, die in 22 grönländischen Wohnhäusern lebten. Die Kirche von 1871 war gut 100 m² groß, war ein Fachwerkbau mit Steinmauern, flachem Dach und Kirchturm. Die Wohnung für den Pastor maß 113 m² und war zweietagig, wobei die untere Etage aus Stein war, die obere aus Holz. Sie hatte sieben Zimmer und beherbergte auch die Schule, die etwa 25 m² maß. Im Ort gab es zudem einen Stall und mehrere Nebengebäude. Unter den Bewohnern waren sechzehn Jäger, zehn Fischer, der Pastor, ein Katechet und eine Hebamme. Die Bevölkerung lebte vom Fischfang und der Robbenjagd.
Während die Fischerei in Südgrönland im 20. Jahrhundert ausgebaut wurde, erhielt Alluitsoq keine Förderung durch die Errichtung eines Fischhauses. Ab 1942 betrieb Pastor Jens Lars Andreas Chemnitz in Alluitsoq das Kinderheim Gertrud Rasks Minde. 1961 beendete der letzte Pastor seine Arbeit in Alluitsoq. 1960 lebten 115 Personen in Alluitsoq, nachdem die Einwohnerzahl in den Jahrzehnten zuvor auf 153 angestiegen war. 1970 waren es nur noch 57. Zu diesem Zeitpunkt wurde in Alluitsoq auch Schafzucht betrieben. Es gab 1966 vier Schäfer mit rund 600 Schafen.

## Liste der Kolonialangestellten bis 1921
In Lichtenau waren bis 1921 folgende Missionare und Pastoren tätig.
- 1901–1904: Nikolaj Frederik Severin Balle
- 1904–1912: Frederik Carl Peter Rüttel
- ab 1921:00. Jens Anton Barsilaj Ignatius Chemnitz

## Söhne und Töchter
- Samuel Kleinschmidt (1814–1886), deutsch-grönländischer Missionar und Sprachwissenschaftler
- Aron Davidsen (1924–?), Pastor und Landesrat
- Aage Chemnitz (1927–2006), Kaufmann
- Gudrun Chemnitz (1928–2004), Frauenrechtlerin, Lehrerin, Radiojournalistin, Redakteurin und Übersetzerin
- Kristine Raahauge (1949–2022), Politikerin (Siumut) und Eskimologin

## Bevölkerungsentwicklung
Die Einwohnerzahl von Alluitsoq lag 1977 noch bei 28 Personen, aber die Zahl ging in den folgenden Jahren immer weiter zurück, bis 2009 die letzten Einwohner den Ort verließen.